# Hotel miłości (film)
Hotel miłości (ang. Hotel De Love) – australijska komedia romantyczna z 1996 roku w reżyserii Craiga Rosenberga. Wyprodukowana przez wytwórnię Live Entertainment i Roadshow Entertainment.
Premiera filmu miała miejsce 12 września 1996 roku podczas 21. Międzynarodowego Festiwalu Filmowego w Toronto. Trzy miesiące później premiera filmu odbyła się 19 grudnia 1996 roku w Australii.

## Fabuła
Stephen Dunne (Simon Bossell) spędza wolny czas na lotnisku w Melbourne, obserwując zakochane pary. Wspomina wydarzenia sprzed lat: gorące lato i szalone imprezy. Kiedy zobaczył Melissę Morrison (Saffron Burrows), od razu poczuł, że jest to miłość od pierwszego wejrzenia.

## Obsada
Źródło: Filmweb
- Belinda McClory jako Janet Campbell
- Pippa Grandison jako Allison Leigh
- Saffron Burrows jako Melissa Morrison
- Aden Young jako Rick Dunne
- Alan Hopgood jako Ronnie
- Ray Barrett jako Jack Dunne
- Julia Blake jako Edith Dunne
- Simon Bossell jako Stephen Dunne
- Peter O’Brien jako Norman Carey
- Caleb Cluff jako Bruce
- Cassandra Magrath jako Suzy
- Andrew Bibby jako Matt
- Craig Gillespie jako młody człowiek
- Danny Stone jako wokalista kapeli weselnej